# Pierre Rolland
Pierre Rolland (Gien, Centre, 10 d'octubre de 1986) fou un ciclista francès, professional des del 2007 fins al 2022 que degut a la desaparició del B&B Hotels-Vital Concept p/b KTM es va quedar sense equip.
El 2008 va representar el seu país als Jocs Olímpics de Pequín en la prova en ruta, en què abandonà.
Els seus èxits esportius més importants els aconseguí al Tour de França: el 2011 guanyà la 19a etapa, amb final a l'Aup d'Uès, i la classificació dels joves, mentre el 2012 guanyava l'11a etapa. També guanyà una etapa del Giro d'Itàlia de 2017.

## Palmarès
- 2006
  - 1r al Premi d'Armòrica
- 2007
  - Vencedor d'una etapa de la Tropicale Amissa Bongo
  - Vencedor d'una etapa del Tour del Llemosí
- 2008
  -  Vencedor de la classificació de la muntanya del Critèrium del Dauphiné Libéré
- 2010
  - Vencedor d'una etapa del Circuit de Lorena
  -  Vencedor de la classificació de la muntanya del Critèrium Internacional
- 2011
  - Vencedor d'una etapa al Tour de França i  1r de la Classificació dels joves
- 2012
  - Vencedor de l'11a etapa al Tour de França
  - Vencedor d'una etapa de l'Étoile de Bessèges
- 2013
  - 1r al Circuit de La Sarthe i vencedor d'una etapa
- 2015
  - 1r a la Volta a Castella i Lleó i vencedor d'una etapa
- 2017
  - Vencedor d'una etapa al Giro d'Itàlia
  - Vencedor d'una etapa a la Ruta del Sud
- 2020
  - 1r al Tour de Savoia Mont Blanc i vencedor d'una etapa
- 2021
  - Vencedor d'una etapa del Tour de Ruanda

### Resultats al Tour de França
- 2009. 21è de la classificació general
- 2010. 58è de la classificació general
- 2011. 10è de la classificació general.[2] Vencedor de la 19a etapa.  1r de la Classificació dels joves
- 2012. 8è de la classificació general. Vencedor de l'11a etapa
- 2013. 24è de la classificació general
- 2014. 11è de la classificació general
- 2015. 10è de la classificació general
- 2016. 16è de la classificació general
- 2017. 54è de la classificació general
- 2018. 27è de la classificació general
- 2020. 18è de la classificació general
- 2021. 51è de la classificació general
- 2022. 69è de la classificació general

### Resultats a la Volta a Espanya
- 2010. Abandona (9a etapa)
- 2015. 50è de la classificació general
- 2016. 50è de la classificació general
- 2018. 56è de la classificació general

### Resultats al Giro d'Itàlia
- 2014. 4t de la classificació general
- 2017. 22è de la classificació general. Vencedor d'una etapa